# Lo Palomar
Lo Palomar és una serra situada al municipi d'Alòs de Balaguer a la comarca de la Noguera, amb una elevació màxima de 695 metres.